# مت جنتری
مت جنتری (به انگلیسی: Matt Gentry) زاده ۳۰ ژوئن ۱۹۸۲ در گرنتس پاس، اورگن است. او کشتی گیر کشور کانادا است.